# Khabar
Le khabar (pl. akhbâr) (en arabe : خبر ج أخبار) dans la littérature arabe classique est un court texte à caractère historique, biographique ou anecdotique, correspondant à "l'unité narrative minimale" constituant les kutub (les livres anthologiques). Quand il prend une coloration morale, on peut le comparer à l'exemplum médiéval. Né avec la nécessité de collecter les informations relatives à la vie du prophète et à la tradition coranique, puis appliqué aux données de la tradition orale transmises en prose, il concerne aussi bien les guerres, les poètes, les conditions d'apparition d'un proverbe, les avis des grammairiens, etc.

## Étymologie et définitions
Khabar signifie littéralement « nouvelle », « bruit qui court ». Le mot a aujourd'hui le sens générique d'« information ».
Au moment de la recension des traditions orales préislamiques et des premiers temps de l'islam, le mot khabar est un synonyme de hadith puisque son utilisation au pluriel peut renvoyer aux traditions relatives au prophète, à ses actions et paroles conservées par la tradition. Les termes hadith et khabar finiront par se spécialiser, le premier étant utilisé de préférence dans les sciences islamiques et le second dans la littérature d'adab.

### Éléments constitutifs dukhabar
Le khabar est constitué, comme le hadith, 1) de l'isnâd, la chaîne de transmetteurs, et 2) du matn, l'information elle-même, récit ou citation.
Le matn peut lui-même être composé 1) d'une anecdote en prose et 2) d'un fragment poétique qui illustre l'anecdote, ou que celle-ci explicite.

## Usage dukhabardans la littérature
Dans la littérature, le khabar devient l'« unité narrative minimale » des anthologies classiques. Le khabar est ainsi l'élément constitutif des biographies (tarâjim), notamment des biographies des poètes dans les ouvrages d'anthologie, tel les Tabaqât d'al-Jumahî. Dans le Livre des Chansons, les akhbâr constituent ainsi la matière première d'Isfahânî à côté de la poésie.
Le genre des Maqâmât fondé au Xe siècle par al-Hamadhânî, s'inspire fortement des codes du khabar, puisque chaque maqâma constitue une histoire censément rapportée à l'écrivain par Aïssa Ibn Hichâm, témoin direct ou protagoniste de l'anecdote.